# Hanna Węgrzynek
Hanna Węgrzynek (ur. 5 lipca 1959 w Warszawie) – polska historyk, Zajmująca się historią Żydów oraz stosunkami chrześcijańsko-żydowskimi w XV-XVIII wieku.
Jest absolwentką studiów historycznych na Wydziale Historycznym Uniwersytetu Warszawskiego (1984). W 1995 roku w Instytucie Historii im. Tadeusza Manteuffla Polskiej Akademii Nauk uzyskała stopień doktora nauk humanistycznych w zakresie historii za rozprawę Procesy sądowe przeciwko Żydom na tle wyznaniowym w dawnej Polsce do połowy XVII wieku. Promotorem pracy był prof. Janusz Tazbir. Pracowała w Żydowskim Instytucie Historycznym, obecnie jest wicedyrektorem Muzeum Getta Warszawskiego.

## Najważniejsze publikacje
- 2006: Prezentacja Holokaustu i dziejów Żydów w aktualnych podręcznikach historii, [w:] Nauczanie o Holokauście (red. Andrzej Żbikowski)
- 2000: Historia i kultura Żydów polskich. Słownik (wraz z Aliną Całą i Gabrielą Zalewską)
- 1998: The Presentation of the History of the Jews in Polish History Textbooks
- 1995: "Czarna legenda" Żydów. Procesy o rzekome mordy rytualne w dawnej Polsce